# Melanocharacidium
Melanocharacidium és un gènere de peixos de la família dels crenúquids i de l'ordre dels caraciformes.

## Taxonomia
- Melanocharacidium auroradiatum (Costa & Vicente, 1994)[4]
- Melanocharacidium blennioides (Eigenmann, 1909)[5]
- Melanocharacidium compressus (Buckup, 1993)[6]
- Melanocharacidium depressum (Buckup, 1993)[6]
- Melanocharacidium dispilomma (Buckup, 1993)[6]
- Melanocharacidium melanopteron (Buckup, 1993)[6]
- Melanocharacidium nigrum (Buckup, 1993)[6]
- Melanocharacidium pectorale (Buckup, 1993)[6]
- Melanocharacidium rex (Böhlke, 1958)[7][8][9][10][11][12][13][14]